# 캐주얼 베이컨시
캐주얼 베이컨시(영어: The Casual Vacancy)는 영국의 소설가 J. K. 롤링의 2012년 소설이다.